# Salvavides (socorrista)

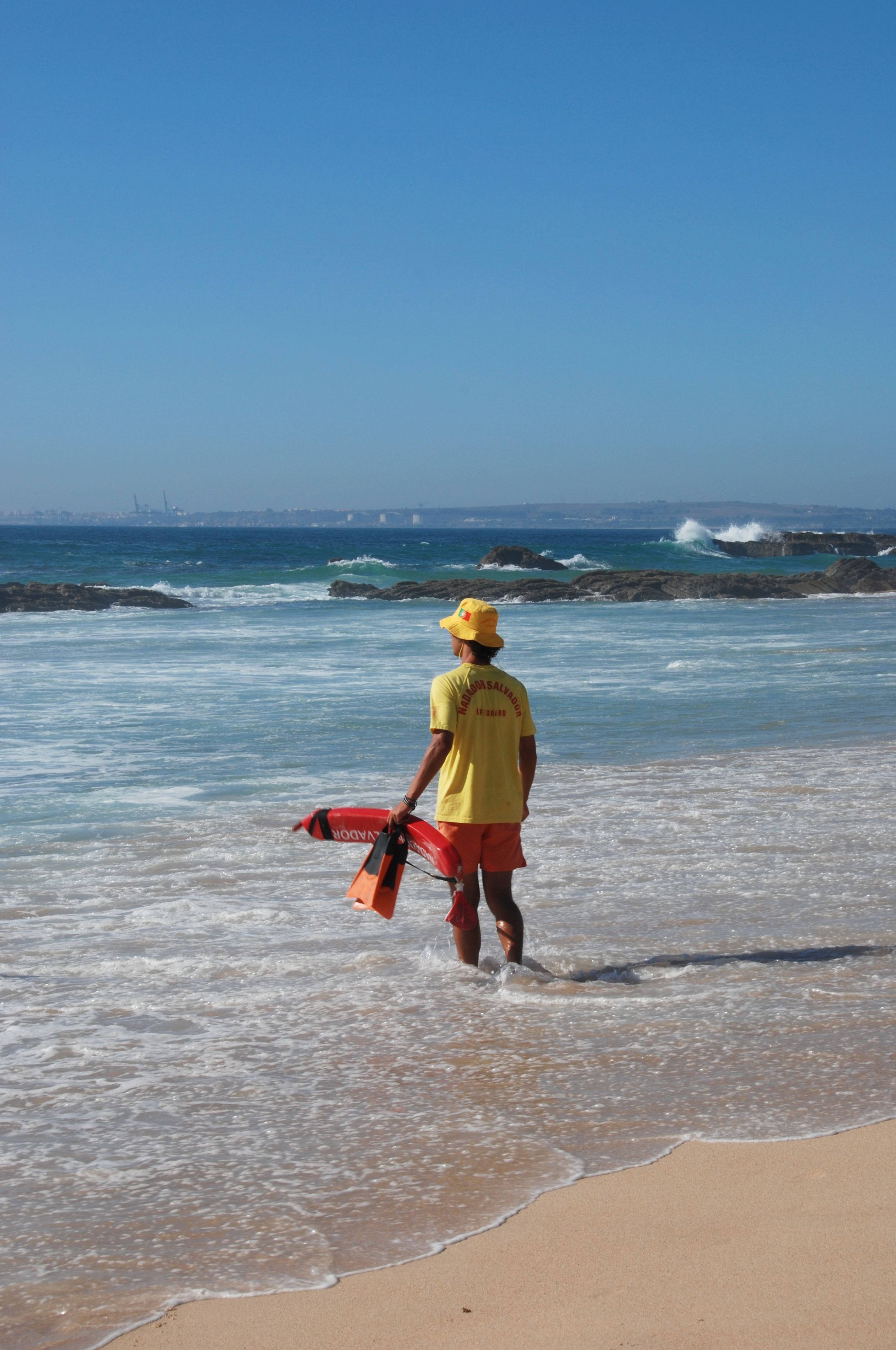
Socorrista en una platja vigilada a Portugal.

El salvavides o socorrista és la persona que vetlla per la seguretat dels banyistes, està preparat i té la capacitat de prevenir l'ofegament de persones i preservar així la vida de qui es troba en una situació crítica en els establiments de bany al costat del mar, llacs, als rius o a les piscines.
A part de les activitats de salvament, el Socorrista s'encarrega de les activitats preventives destinades a prevenir accidents al mar o platges d'aigua dolça (rius, llacs i estanys) i també a les piscines, mitjançant campanyes educatives.
Les boies de rescat també es poden anomenar salvavides.

## Formació i equipament

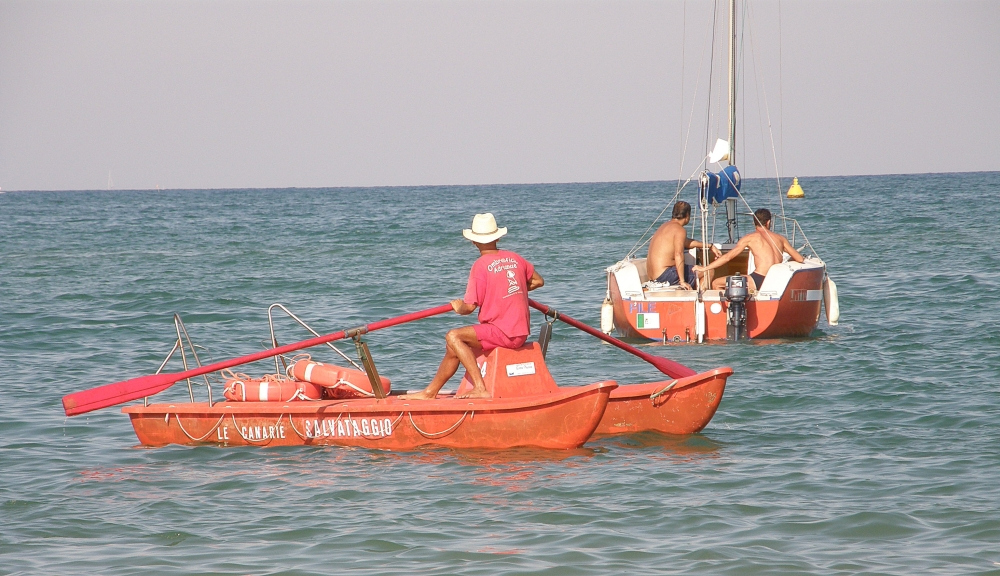
Socorrista en patins de rescat

La formació d'un socorrista ha de ser completa: natació molt bé, coneixements de tècniques de respiració i massatge cardíac, oceanografia, cura amb els banyistes i agilitat en les accions de prevenció i rescat, on els segons es fan preuats. En concret, un socorrista ha de:
- prevenir accidents a l'aigua o fer-los front si s'han produït, mitjançant la implantació d'aquelles tècniques de salvament i primers auxilis adquirides durant el curs de formació i actualitzades periòdicament;
- regular les activitats de bany supervisant el comportament dels usuaris;
- aplicar i fer complir les ordenances dels organismes encarregats de la vigilància dels usos civils del mar o la regulació de la piscina;
- comprovar periòdicament la química de l'aigua de les piscines i les condicions higièniques de l'entorn.

## Galeria

Baywatch
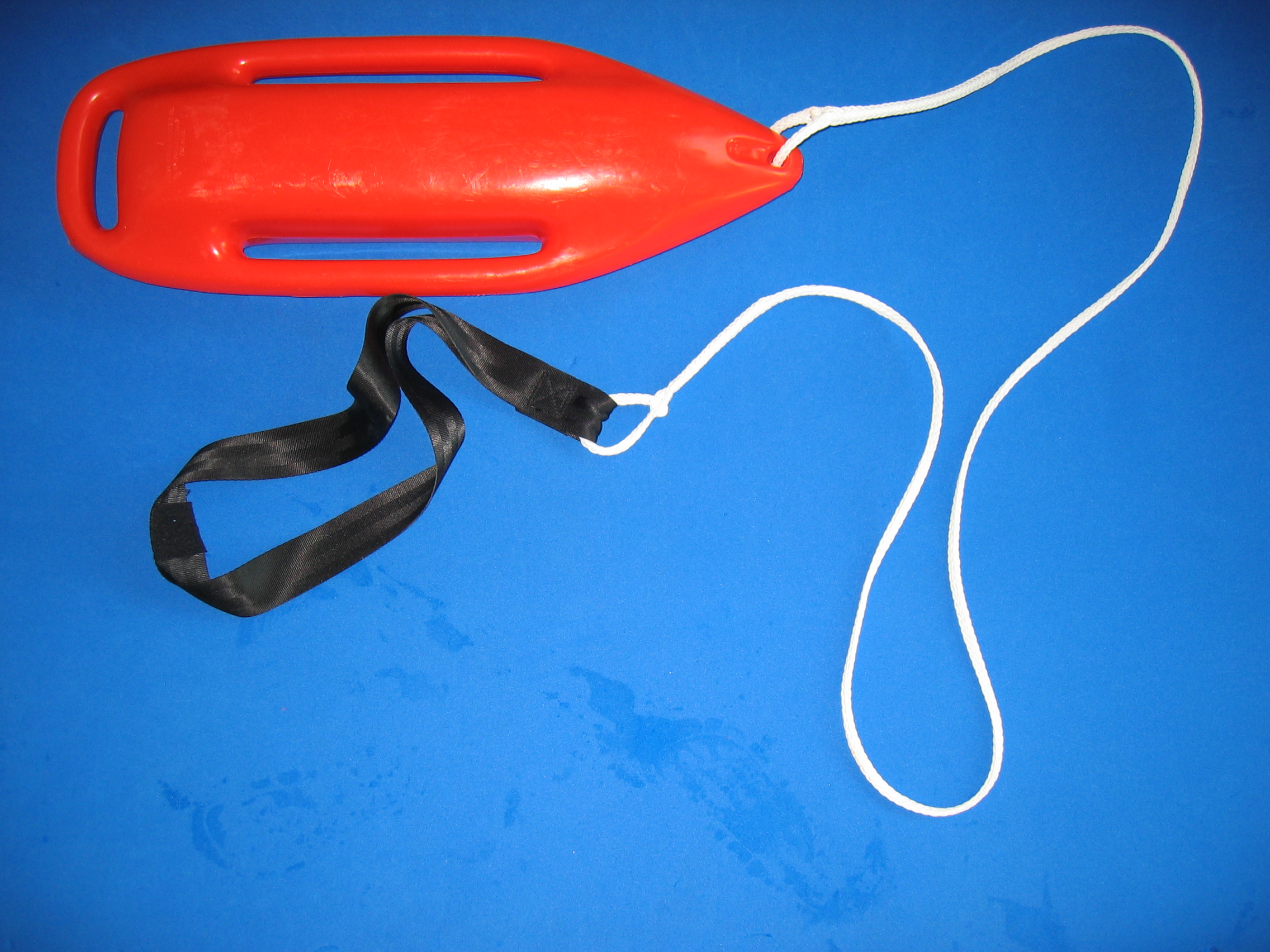
La " boia de rescat " o "torpede de rescat", inventada per Bob Burnside[2] i feta famosa a gràcies a la sèrie Baywatch
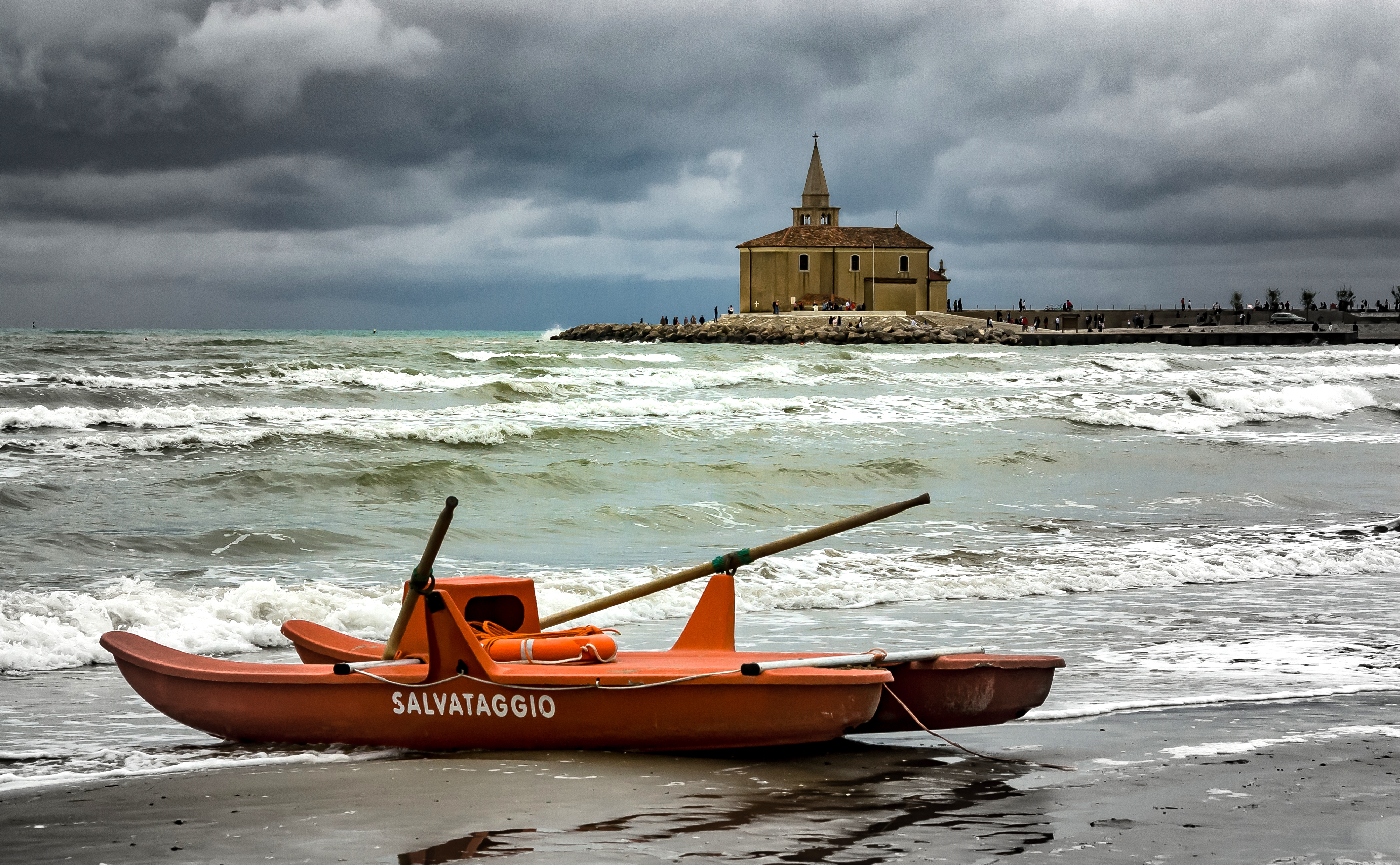
Patí de rescat a Caorle
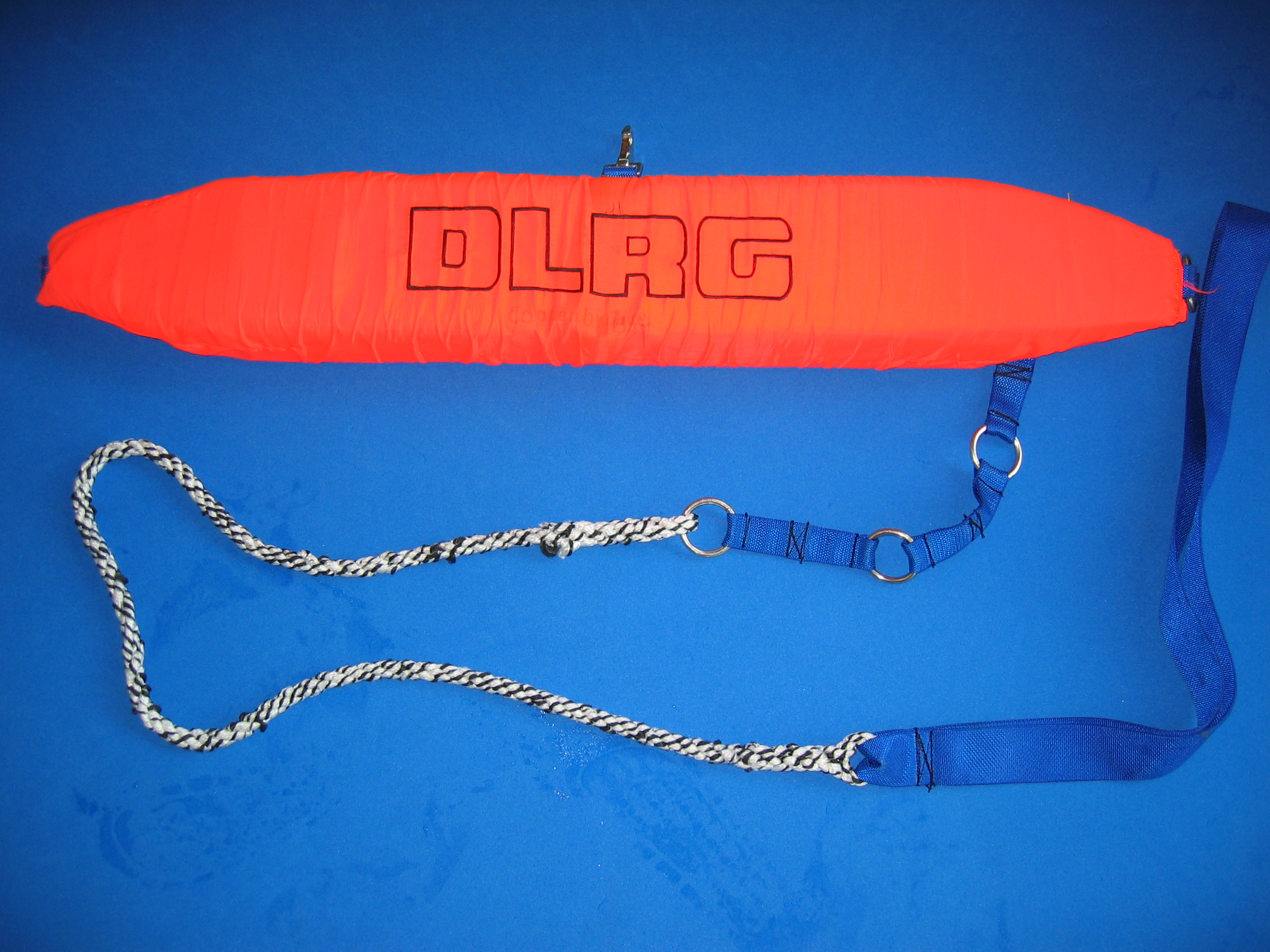
el " tub de rescat " també anomenat "tub de rescat" inventat per Pete Peterson

## Banderes d'avís

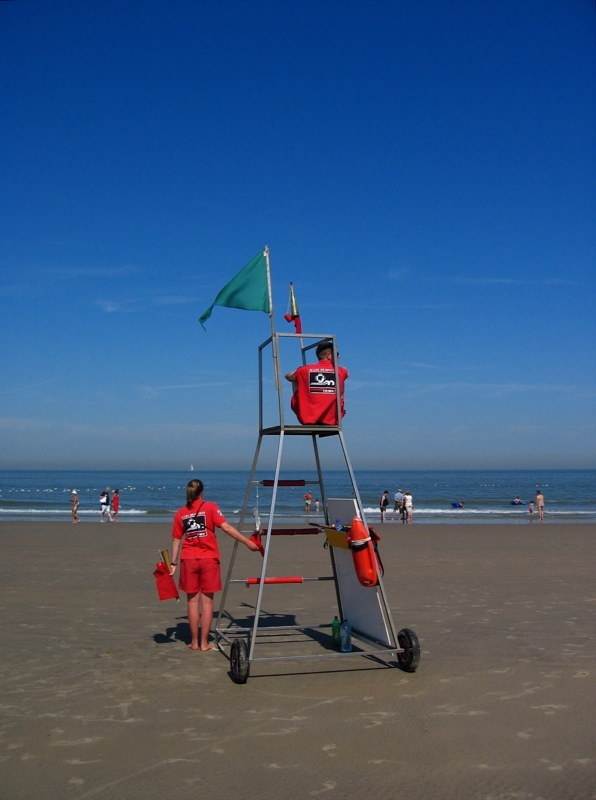
Lloc d'observació de salva-vides a Bèlgica.

Les banderes col·locades als pals o cadires funcionen com a indicadors de les condicions de bany del dia. Treballen l'equivalència d'un semàfor. N'hi ha de tres colors diferents:
- Verda, que indica que és segur nedar.
- Groga indica que es pot banyar, però sense nedar endinsant-se en el mar.
- Vermella, que indica que no s'ha d'entrar a l'aigua.

Les banderes vermelles es posen a les platges amb un rètol com ara: "lloc perillós". Es col·loquen davant dels corrents de retorn. Els banyistes no poden entrar en aquests llocs, perquè és allà on es produeixen els ofegaments, per imprudència i fins i tot per manca d'informació dels banyistes, que, en la majoria dels casos, són visitants ocasionals o estiuejants. Aquests corrents poden variar d'un lloc a un altre segons el vent, la lluna i fins i tot la pressió atmosfèrica. La seva velocitat pot arribar a ser de 3m/s això vol dir que ni el millor nedador capaç de nedar a 2m/s  pot nedar contra aquests corrents. La millor manera seria: 1º, ni tan sols haver-hi entrat, si estava estava senyalitzat; 2n, no intentar tornar directament cap a terra, perquè llavors es desafia la força del corrent; i 3r, nedar paral·lel a la costa buscant un banc de sorra. Si no es pot, nedar fins al final del corrent i llavors intentar sortir de l'aigua.

## En el cinema
- Baywatch
- Baywatch a Austràlia[4]